# Coppa di Francia 2023-2024 (pallavolo maschile)
La Coppa di Francia 2023-2024, 40ª edizione della coppa nazionale di pallavolo maschile, si è svolta dal 21 novembre 2023 al 31 marzo 2024: al torneo hanno partecipato ventisette squadre di club francesi e la vittoria finale è andata per la prima volta al Nantes.

## Formula
La formula ha previsto primo turno, secondo turno, terzo turno, ottavi di finale, quarti di finale, semifinali e finale, giocate con gara unica.

## Squadre partecipanti
| - AL Caudry - Arago de Sète - ASI - Cambrai - Cannes - Chaumont - Conflans - Fréjus - Gazélec Ajaccio | - Grand Nancy - Martigues - Mende - Montpellier - Nantes - Narbonne - Nice - Paris - Plessis-Robinson | - Reims - Rennes - Royan Atlantique - Saint-Nazaire - Saint-Quentin - Spacer's Toulouse - Stade Poitevin - Tourcoing - Tours |

## Torneo

### Tabellone
|  | Ottavi di finale  | Ottavi di finale |  |  | Quarti di finale  | Quarti di finale |             |   | Semifinali     | Semifinali |        |   | Finale | Finale |  |
|  |                   |                  |  |  |                   |                  |             |   |                |            |        |   |        |        |  |
|  | Stade Poitevin    | 3                |  |  |                   |                  |             |   |                |            |        |   |        |        |  |
|  | Chaumont          | 2                |  |  | Stade Poitevin    | 3                |             |   |                |            |        |   |        |        |  |
|  | Narbonne          | 1                |  |  | Tourcoing         | 1                |             |   |                |            |        |   |        |        |  |
|  | Tourcoing         | 3                |  |  |                   |                  |             |   | Stade Poitevin | 1          |        |   |        |        |  |
|  | Montpellier       | 3                |  |  |                   |                  | Montpellier | 3 |                |            |        |   |        |        |  |
|  | Nice              | 0                |  |  | Montpellier       | 3                |             |   |                |            |        |   |        |        |  |
|  | Saint-Nazaire     | 2                |  |  | Spacer's Toulouse | 0                |             |   |                |            |        |   |        |        |  |
|  | Spacer's Toulouse | 3                |  |  |                   |                  |             |   | Montpellier    | 0          |        |   |        |        |  |
|  | Cambrai           | 3                |  |  |                   |                  |             |   |                |            | Nantes | 3 |        |        |  |
|  | Arago de Sète     | 1                |  |  | Cambrai           | 0                |             |   |                |            |        |   |        |        |  |
|  | Nantes            | 3                |  |  | Nantes            | 3                |             |   |                |            |        |   |        |        |  |
|  | Plessis-Robinson  | 1                |  |  |                   |                  |             |   | Nantes         | 3          |        |   |        |        |  |
|  | Saint-Quentin     | 1                |  |  |                   |                  | Tours       | 0 |                |            |        |   |        |        |  |
|  | Tours             | 3                |  |  | Tours             | 3                |             |   |                |            |        |   |        |        |  |
|  | ASI               | 0                |  |  | Paris             | 0                |             |   |                |            |        |   |        |        |  |
|  | Paris             | 3                |  |  |                   |                  |             |   |                |            |        |   |        |        |  |

### Risultati

#### Primo turno
| 21 novembre 2023 Gymnase Pierre Bérégovoy, Conflans Durata: 1h:32 - Spettatori:        | Conflans  | 3 - 0 | Gazélec Ajaccio  | 26-24, 25-19, 25-23              |
| 21 novembre 2023 Palais des Sports, Caudry Durata: 2h:00 - Spettatori:                 | AL Caudry | 3 - 2 | Rennes           | 27-25, 16-25, 25-16, 18-25, 15-9 |
| 21 novembre 2023 Salle des Sports Sainte-Croix, Fréjus Durata: 1h:56 - Spettatori: 289 | Fréjus    | 3 - 2 | Grand Nancy      | 25-14, 19-25, 25-18, 21-25, 15-9 |
| 21 novembre 2023 Gymnase Julien Olive, Martigues Durata: 1h:54 - Spettatori: 150       | Martigues | 1 - 3 | Cannes           | 25-20, 19-25, 18-25, 20-25       |
| 21 novembre 2023 Salle Jean Armand, Reims Durata: 1h:51 - Spettatori: 150              | Reims     | 3 - 1 | Royan Atlantique | 27-25, 17-25, 25-17, 25-18       |

#### Secondo turno
| 12 dicembre 2023 Palais des Sports, Caudry Durata: 1h:53 - Spettatori: ?                      | AL Caudry     | 3 - 1 | Fréjus | 25-20, 18-25, 25-20, 25-17        |
| 12 dicembre 2023 Gymnase Pierre Bérégovoy, Conflans Durata: 1h:20 - Spettatori: ?             | Conflans      | 3 - 0 | Cannes | 25-17, 25-21, 25-23               |
| 12 dicembre 2023 Palais des Sports Pierre Ratte, San Quintino Durata: 2h:05 - Spettatori: 650 | Saint-Quentin | 3 - 2 | Mende  | 21-25, 25-17, 24-26, 25-21, 15-12 |
| 12 dicembre 2023 Salle Jean-Marie Vanpoulle, Cambrai Durata: 1h:03 - Spettatori: ?            | Cambrai       | 3 - 0 | Reims  | 25-19, 25-16, 25-15               |

#### Terzo turno
| 9 gennaio 2024 Palais des Sports, Caudry Durata: 1h:05 - Spettatori: ?          | AL Caudry | 0 - 3 | Cambrai       | 18-25, 19-25, 12-25 |
| 9 gennaio 2024 Gymnase Pierre Bérégovoy, Conflans Durata: 1h:05 - Spettatori: ? | Conflans  | 0 - 3 | Saint-Quentin | 16-25, 12-25, 20-25 |

#### Ottavi di finale
| 23 gennaio 2024 Palais du Travail, Narbona Durata: 1h:50 - Spettatori: 551                   | Narbonne       | 1 - 3 | Tourcoing         | 20-25, 25-19, 22-25, 23-25        |
| 23 gennaio 2024 Gymnase Pierre de Coubertin, Saint-Nazaire Durata: 2h:29 - Spettatori: 1 282 | Saint-Nazaire  | 2 - 3 | Spacer's Toulouse | 25-22, 25-22, 22-25, 19-25, 12-15 |
| 23 gennaio 2024 Salle Pierre Favre, Saint-Jean-d'Illac Durata: 1h:21 - Spettatori: 270       | ASI            | 0 - 3 | Paris             | 20-25, 17-25, 22-25               |
| 23 gennaio 2024 Salle omnisports Lawson-Body, Poitiers Durata: 2h:20 - Spettatori: 1 086     | Stade Poitevin | 3 - 2 | Chaumont          | 22-25, 25-20, 25-21, 25-27, 15-9  |
| 23 gennaio 2024 Salle sportive métropolitaine, Rezé Durata: 1h:57 - Spettatori: 884          | Nantes         | 3 - 1 | Plessis-Robinson  | 25-21, 23-25, 25-21, 25-21        |
| 23 gennaio 2024 Palais Chaban-Delmas, Castelnau-le-Lez Durata: 1h:08 - Spettatori: 797       | Montpellier    | 3 - 0 | Nice              | 25-15, 25-22, 25-15               |
| 23 gennaio 2024 Palais des Sports Pierre Ratte, San Quintino Durata: 1h:52 - Spettatori: 800 | Saint-Quentin  | 1 - 3 | Tours             | 27-25, 21-25, 21-25, 22-25        |
| 23 gennaio 2024 Salle Jean-Marie Vanpoulle, Cambrai Durata: 1h:44 - Spettatori: 267          | Cambrai        | 3 - 1 | Arago de Sète     | 25-21, 25-16, 24-26, 25-20        |

#### Quarti di finale
| 13 febbraio 2024 Salle Jean-Marie Vanpoulle, Cambrai Durata: 1h:21 - Spettatori: 511      | Cambrai        | 0 - 3 | Nantes            | 17-25, 23-25, 21-25        |
| 13 febbraio 2024 Salle omnisports Lawson-Body, Poitiers Durata: 2h:00 - Spettatori: 1 502 | Stade Poitevin | 3 - 1 | Tourcoing         | 23-25, 25-23, 25-22, 25-21 |
| 13 febbraio 2024 Palais Chaban-Delmas, Castelnau-le-Lez Durata: 1h:19 - Spettatori: 1 387 | Montpellier    | 3 - 0 | Spacer's Toulouse | 25-18, 25-22, 25-21        |
| 13 febbraio 2024 Salle Robert Grenon, Tours Durata: 1h:36 - Spettatori: 1 875             | Tours          | 3 - 0 | Paris             | 25-18, 26-24, 25-21        |

#### Semifinali
| 5 marzo 2024 Salle omnisports Lawson-Body, Poitiers Durata: 1h:58 - Spettatori: 2 293 | Stade Poitevin | 1 - 3 | Montpellier | 19-25, 25-19, 21-25, 21-25 |
| 5 marzo 2024 Salle sportive métropolitaine, Rezé Durata: 1h:32 - Spettatori: 4 752    | Nantes         | 3 - 0 | Tours       | 25-23, 25-15, 25-19        |

#### Finale
| 31 marzo 2024 Halle Georges-Carpentier, Parigi Durata: 1h:33 - Spettatori: ? | Montpellier | 0 - 3 | Nantes | 16-25, 22-25, 24-26 |